# Долгополов, Пётр Александрович
Пётр Алекса́ндрович Долгопо́лов (19 августа 1911, Полтава — 5 марта 1981, Москва) — советский военачальник, командующий 1-й армией ПВО Особого назначения (1958—1961), заместитель командующего войсками Московского округа ПВО по боевой подготовке (1961—1966), генерал-лейтенант артиллерии.

## Биография
Родился в 19 августа 1911 года в городе Полтава Полтавской губернии (ныне — Полтавской области Украины) в семье мастера паровозо-ремонтного депо, большевика-подпольщика, активного борца за установление советской власти на Полтавщине Долгополова Александра Петровича.
В 1925 году окончил 6 классов железнодорожной школы. В 1926—1929 годах — курсант Украинской военно-подготовительной школы имени М. В. Фрунзе. С 1929 года — в Красной Армии. В 1929—1931 годах — курсант школы зенитной артиллерии в городе Севастополь.
В 1931—1933 годах — командир взвода, а в 1933—1934 годах — командир батареи учебного дивизиона ПВО при школе зенитной артиллерии в Севастополе. В 1934—1936 годах — исполняющий должность командира батареи, командир батареи 195-го зенитного артиллерийского полка. В 1935 году окончил курсы усовершенствования комсостава Зенитной артиллерии РККА. В 1936—1938 годах — адъюнкт, а в 1938—1940 годах — преподаватель стрельбы и тактики курсов усовершенствования комсостава Зенитной артиллерии РККА. В 1938 году вступил в ВКП(б)/КПСС. В 1940—1941 годах — командир дивизиона курсантов Бакинского училища зенитной артиллерии.
Участник Великой Отечественной войны и войны с Японией. В августе — декабре 1941 года — командир 196-го зенитного артиллерийского полка. В 1941—1942 годах — начальник артиллерии Горьковского дивизионного района ПВО, а В 1942—1944 годах — командующий артиллерией Горьковского корпусного района ПВО в городе Горький (ныне — Нижний Новгород), который в апреле 1944 года был переформирован в 3-й корпус ПВО. В 1944—1945 годах — командующий артиллерией 3-го корпуса ПВО. В апреле — мае 1945 года управление 3-го корпуса ПВО было передислоцировано в город Хабаровск. В 1945—1946 годах — командующий артиллерией Забайкальской, а затем Забайкальской Амурской армии ПВО. Награждён орденами Отечественной войны 1-й и 2-й степеней, Красной Звезды.
В 1946—1947 годах — командующий артиллерией и заместитель командира по артиллерии 16-го корпуса ПВО. В 1947—1949 годах — командующий артиллерией Бакинской армии ПВО. В 1949—1951 годах — командующий зенитной артиллерией войск ПВО Бакинского района. В 1951—1955 годах — заместитель командующего зенитной артиллерией войск ПВО страны.
В 1955—1958 годах — командующий зенитной артиллерией Московского округа ПВО.
В 1958—1961 годах — командующий 1-й армией ПВО Особого назначения (1 А ПВО ОсН) Московского округа ПВО (штаб армии — город Балашиха Московской области).
Перед Долгополовым стояла задача, используя свой опыт, подготовить органы управления армии, соединений, боевые расчеты частей и подразделений к максимальному использованию боевых возможностей новой техники, которой являлась система С-25, обучить боевые расчеты практическим пускам ракет по мишеням на полигоне, сделать непроницаемой противовоздушную оборону столицы со всех направлений. В период его командования 1 А ПВО ОсН в соединениях и частях армии развернулось широкое соревнование за лучшее проведение боевых стрельб, сокращение сроков приведения в боевую готовность дежурных сил и средств, дальнейшее улучшение материального обеспечения и бытовых условий всего личного состава и членов семей офицеров. 7 ноября 1960 года боевая техника воинских частей 1 А ПВО ОсН была впервые продемонстрирована на военном параде в Москве на Красной площади.
В 1961—1966 годах — заместитель командующего войсками Московского округа ПВО по боевой подготовке — начальник отдела боевой подготовки.
В 1966—1968 годах служил старшим советником при штабе ВВС и ПВО Республики Куба. В 1968—1969 годах находился в распоряжении главнокомандующего Войсками ПВО.
С февраля 1969 года генерал-лейтенант артиллерии П. А. Долгополов — в отставке.
Жил в Москве. Умер 5 марта 1981 года. Похоронен на Новокунцевском кладбище.
Воинские звания:
- полковник (22.02.1943);
- генерал-майор артиллерии (11.05.1949);
- генерал-лейтенант артиллерии (18.02.1958).

## Награды
- орден Ленина (05.11.1954);
- орден Красного Знамени (05.11.1946);
- орден Отечественной войны 1-й степени (18.11.1944 [1]);
- орден Отечественной войны 2-й степени (18.05.1943 [2]);
- Орден Красной Звезды (03.11.1944);
- медали СССР, в том числе «За победу над Германией в Великой Отечественной войне 1941–1945 гг.» (1945 [3])